# Харре, Ром
Рома́но Гора́ций Ха́рре (Horace Romano Harré), также широко известный как Ром Харре (Rom Harré) — британский философ и психолог. В частности, известен как один из теоретиков дискурсивной психологии.

## Биография
Харре родился в Новой Зеландии, в Апити, северном Манавату, однако имел британское подданство.
В 1948 году окончил бакалавриат по профилю естественных наук в Оклендском университете, Новая Зеландия, а затем в том же университете защитил магистерскую работу по философии (1952).
После окончания университета Ром Харре преподавал математику в Королевском колледже Окленда (1948—1953), а затем в Университете Пенджаба в Пакистане (1953—1954). После этого он вернулся к обучению в университете, на этот раз в Университетском колледже Оксфордского университета, где окончил бакалавриат по философии (1956) под научным руководством Джона Лэнгшо Остина, британского философа языка. С 1957 по 1959 год читал лекции в Лестерском университете.
В возрасте 34 лет он вернулся в Оксфорд для того, чтобы стать учеником Фридриха Вайсманна, известного физика и математика, одного из представителей Венского кружка. Там Ром Харре увлёкся социальной психологией и внёс существенный вклад в свершение так называемого «дискурсивного поворота».
Ром Харре являлся профессором Джорджтаунского университета и директором Центра философии естественных и социальных наук Лондонской школы экономики.

## Сфера научных интересов
Спектр научных интересов Рома Харре крайне обширен. Он написал большое количество публикаций, относящихся к следующим областям знания: философия математики, философия науки, онтология, психология, социальная психология, социология и философия. Он оказал достаточно сильное влияние на философское движение критического реализма, опубликовав Силы причинности в 1975 году, и в том же году книгу «Реалистская теория науки» в соавторстве с Роем Бхаскаром, британским социологом, представителем реалистского направления. Харре был научным координатором докторской диссертации Роя Бхаскара, что повлияло на его тесное увлечением критическим реализмом.
Ром Харре вплотную занимался философией и методологией науки, оспаривая классическое понимание научного прогресса. Так, по его мнению, прогресс происходит не в процессе смены парадигм, как доказывал Кун, а в процессе глубокого познания мира. Особенно он подчеркивает важность создания таких научных инструментов, которые могут эмпирически подтверждать научные теории, поэтому стоит скорее опираться на создание новых материальных вещей, чем абстрактных идей и знаний, которые слишком часто подвергаются пересмотру и модифицируются.
Кроме того, он занимается историей и эпистемологией психиатрии, социальной психологией.

## Вклад в социальную психологию
Харре считает, что «внутреннее Я» человек обусловливается культурным и социальным контекстом — в некоторых культурах (например, не западных) оно отсутствует вообще. Это Я является продуктом коммуникации в рамках социального взаимодействия, а посему ограничено историческими хронологическими рамками: так, по его мнению, «внутреннее Я» характерно для западной культуры последних столетий, где культивируется внутренний мир личности и стремление к рефлексии. Основываясь на такой системе взглядов, Харре внёс существенный вклад в так называемый «дискурсивный поворот» и дискурсивную психологию, считаясь одним из первых её теоретиков.
Так, Харре постулирует важность изучения обыденного языка или подобных знаковых систем (в том числе, невербальных), поскольку именно в нём одновременно репрезентируются и конструируются психические феномены. Кроме того, опираясь на язык, он разводит «социальные» и «не социальные» объекты. Социальные объекты требуют для понимания их смысла определённого социального контекста (к примеру, «вино для причастия»), в то время как не социальные объекты понимаются в отрыве от него (вода). В первом случае, фраза встроена в христианский нарратив, что обнаруживает её социальность. Итак, объект становится социальным благодаря укоренению в нарративе, подобные знаки автоматически отсылают слушателя к определённой социальной системе. Такой подход позволяет подойти к глубокому пониманию вклада социума в развитие личности человека, определять установки личности на основе таких форм дискурса как клише и используемые метафоры.

### Теория позиционирования
Помимо вклада в теорию дискурсивной психологии, Ром Харре также известен как автор теории позиционирования в нарративном социально-психологическом подходе. Теорию позиционирования можно рассматривать как альтернативу ролевому подходу, который описывает поведение как набор действий, регулируемых ролевыми представлениями субъекта.
Теория позиционирования изучает, как формируются и изменяются локальные права и обязанности в социуме, как они влияют на взаимодействие малого масштаба.
Теория позиционирования стала развитием концепции личности Выготского в рамках культурно-исторической теории. Согласно ей, личность проявляется в взаимодействии с людьми в потоке публичного и социального мышления. Теория позиционирования предлагает концептуальную систему, которая дает возможность посмотреть на события повседневной жизни с другой стороны, предлагая три взаимосвязанных ситуационных условия осмысленности символических взаимодействий. Основа этих взаимодействий состоит как из вербальных проявлений, так и из других символических систем (например: иконы, дорожные знаки, жесты).
Условия осмысленности:
1.Иллокутивная сила — социальный смысл того, что сделано и сказано в данный момент в данной ситуации (то есть, в так называемом местном репертуаре). Одно и то же речевое высказывание, сигнал или жест могут иметь множество разных смыслов и посылов в зависимости от ситуационного контекста.
2. Позиции — использование определённых бесспорных поведенческих паттернов в местном репертуаре. К примеру, мать может отчитать маленькую девочку за проступок, в то время как прохожий на улице фактически лишён такого права.
3. Фабулы — определённые жизненные сценарии, которые формируют те или иные эпизоды человеческих взаимоотношений. К примеру, в одной фабуле спор может быть истолкован как конфликт, а в другой как увлекательный поиск истины.
Три ситуационных условия взаимно обуславливают друг друга, формируя «треугольник позиционирования». Эпизод может развиваться с опорой на любое из этих условий. К примеру, негативное позиционирование больных может влиять на конструирование деструктивной фабулы, что будет постоянно стигматизировать их в местном репертуаре.

## Награды
- Почётный доктор, Университет Мэссе, 2012[9]
- Почётный доктор, Орхусский университет, Дания (1998)[10]
- Премия Американской Психологической Ассоциации, Теоретическая и философская психология (2010)[11]

## Научные труды
- Harré, H. Rom with F.M. Moghaddam. Psychology for the Third Millenium. London and Los Angeles: Sage, 2012.
- Harré, H. Rom with P.Q. Pfordresser and S-L Tan. Introduction to the Psychology of Music. London: Psychology Press, 2010.
- Harré, H. Rom, Ed. L. van Langenhove. People and Societies. London: Routledge, 2010.
- Harré, H. Rom. Social being: a theory for social psychology. : Blackwell, Oxford (Spanish translation), 1979.
- Harré R. & Moghaddam F.M. The Self and Others. Westport, CT: Praeger, 2003.
- Harré, H. Rom, & Madden, E.H.. Causal powers. Oxford, GB: Blackwell, 1975.
- Harré, H. Rom, & Secord, P.F.. The explanation of social behaviour. Oxford, GB: Blackwell, 1973.
- Харре Р. Теория позиционирования // Вестник Удмуртского университета. Серия «Философия. Психология. Педагогика». 2007. № 9.